# Christopher McDonald
Christopher McDonald (* 15. února 1955, New York) je americký herec, nejlépe známý díky rolím nafoukaných a arogantních mužů jako Shooter McGavin ve filmu Rivalové a Tappy Tibbons v Requiem za sen.

## Osobní život
Narodil se v New York City učitelce ošetřovatelství a realitní agentce Patricii a učiteli Jamesi McDonaldovým. Vyrůstal v Romulusu a absolvoval Hobart College v Geneva ve státě New York.
Má 5 přeživších sourozenců. V roce 2007 zemřel, v den Christopherových narozenin, jeho bratr, rovněž herec, Daniel McDonald. Je ženatý s Lupe Gidley, se kterou má 4 děti.

## Kariéra
Objevil se v mnoha televizních i filmových, často vedlejších, rolích. Často hraje záporné postavy. Mezi jeho filmy patří např. muzikál Pomáda 2, road movie Thelma a Louise se Susan Sarandon, drama Otázky a odpovědi režírované Robertem Redfordem, komedie Flubber s Robinem Williamsem, Zlomené květiny s Billem Murrayem. V roli otce Stiflera se objevil ve dvou dílech filmové série Prci, prci, prcičky - Nahá míle a Spolek Beta.
Do jeho filmografie patří rovněž mnoho epizodních rolí v seriálech jako Na zdraví, Knight Rider, Rodina Sopranů, Kutil Tim, Agentura Jasno, Las Vegas: Kasino, Právo a pořádek, Star Trek: Nová generace. Ve více epizodách se pak objevil v seriálech Rodinné právo, North Shore a Veroničiny svůdnosti.

## Filmografie
| Rok       | Film/seriál                                               | Role                         | Poznámky          |
| --------- | --------------------------------------------------------- | ---------------------------- | ----------------- |
| 1978      | Getting Married                                           | Usher                        |                   |
| 1980      | The Hearse                                                | Pete                         |                   |
| 1981      | Twirl                                                     | Buddy Butler                 |                   |
| 1982      | Pomáda 2                                                  | Goose McKenzie               |                   |
| 1982      | Na zdraví                                                 | Rick Walker                  | 1 epizoda         |
| 1983      | At Ease                                                   |                              | 1 epizoda         |
| 1983      | Lottery!                                                  |                              | 1 epizoda         |
| 1984      | The Black Room                                            | Terry                        |                   |
| 1984      | Where the Boys Are '84                                    | Tony                         |                   |
| 1984      | Breakin'                                                  | James                        |                   |
| 1984      | Chattanooga Choo Choo                                     | Paul                         |                   |
| 1984-1986 | Riptide                                                   | Dennis / Johnny              | 2 epizody         |
| 1985      | Hunter                                                    | Sonny Dupree                 | 1 epizoda         |
| 1985      | Knight Rider                                              | Joe Flynn                    | 1 epizoda         |
| 1985      | Kluci od vedle                                            | detektiv Mark Woods          |                   |
| 1985      | Making a Living                                           | Alexi                        | 1 epizoda         |
| 1986      | Triplecross                                               | Steve Tyler                  |                   |
| 1986      | Pásmo soumraku                                            | poslíček                     | 1 epizoda         |
| 1986-1989 | Matlock                                                   | David Channing / Eric Lane   | 3 epizody         |
| 1987      | Our House                                                 | Tollfeson                    | 1 epizoda         |
| 1987      | Rozkacená sudba                                           | George                       |                   |
| 1987      | Eight Is Enough: A Family Reunion                         | Jeb                          |                   |
| 1988      | Superzachránci                                            | šílený Mike                  |                   |
| 1988      | Little Girl Lost                                          | Wolff                        |                   |
| 1989      | Je naděje                                                 | Louie Jeffries               |                   |
| 1989      | Guns of Paradise                                          | Dexter                       | 2 epizody         |
| 1989      | An Eight Is Enough Wedding                                | Jeb                          |                   |
| 1990      | Star Trek: Nová generace                                  | Richard Castillo             | 1 epizoda         |
| 1990      | Cool Blue                                                 | Peter Sin                    |                   |
| 1990      | Playroom                                                  | Chris                        |                   |
| 1990-1991 | Empty Nest                                                | Nick Todd                    | 3 epizody         |
| 1991      | Fatal Exposure                                            | Robert Parker                |                   |
| 1991      | Rudý vítr                                                 | Victor Lange                 |                   |
| 1991      | Thelma a Louise                                           | Darryl                       |                   |
| 1991      | Dutch aneb Bláznivá cesta                                 | Reed Standish                |                   |
| 1991      | Smyslná orchidej 2                                        | senátor Dixon                |                   |
| 1991-1992 | Walter & Emily                                            | Matt Collins                 | 13 epizod         |
| 1992      | Kutil Tim                                                 | Stu Cutler                   | 1 epizoda         |
| 1993      | Bums                                                      | Sgt. Andrew Holloman         |                   |
| 1993      | Anyone for Bridge?                                        | Bridge Crosser               |                   |
| 1993      | Cover Story                                               | Sam Sparks                   |                   |
| 1993      | Telling Secrets                                           | Terry Kelsey                 |                   |
| 1993      | Conflict of Interest                                      | Mickey Flannery              |                   |
| 1993      | Benefit of the Doubt                                      | Dan                          |                   |
| 1993      | Good Advice                                               | Joey                         | 1 epizoda         |
| 1993      | Banner Times                                              | Randy                        |                   |
| 1993      | Fatální instinkt                                          | Frank Kelbo                  |                   |
| 1993      | Dej si pohov, kámoši                                      | Mike                         |                   |
| 1994      | Another Midnight Run                                      | Jack Walsh                   |                   |
| 1994      | Midnight Runaround                                        | Jack Walsh                   |                   |
| 1994      | Midnight Run for Your Life                                | Jack Walsh                   |                   |
| 1994      | Trable s opicí                                            | Tom                          |                   |
| 1994      | Duel v poušti                                             | Glen                         |                   |
| 1994      | Nebezpečné pády                                           | Kerr                         |                   |
| 1994      | Otázky a odpovědi                                         | Jack Barry                   |                   |
| 1995      | Karate tiger 7: Nejlepší z nejlepších 3 - Není cesty zpět | šerif Jack Banning           |                   |
| 1995      | My Teacher's Wife                                         | Roy Mueller                  |                   |
| 1995      | Letci z Tuskegee                                          | Major Joy                    |                   |
| 1995      | Jako štvaná zvěř                                          | Meyerson                     |                   |
| 1996      | Na konci sil                                              | Jack Carlson                 |                   |
| 1996      | Rivalové                                                  | Shooter McGavin              |                   |
| 1996      | V labyrintu smrti                                         | Stewart Gleick               |                   |
| 1996      | Blázniví fandové                                          | trenér Kimball               |                   |
| 1996      | Domácí vězení                                             | Donald Krupp                 |                   |
| 1996      | Superman: The Last Son of Krypton                         | Jor-El                       | dabing            |
| 1996      | Superman                                                  | Jor-El                       |                   |
| 1996      | Zločin z vášně                                            | Tony Potenza                 |                   |
| 1997      | Gun                                                       | Lutz                         | 1 epizoda         |
| 1997      | Od ucha k uchu                                            | Richard Halstrom             |                   |
| 1997      | Nechte to na Beaverovi                                    | Ward Cleaver                 |                   |
| 1997      | Smrt na Everestu                                          | Jon Krakauer                 |                   |
| 1997      | Flubber                                                   | Wilson Croft                 |                   |
| 1997      | Lawn Dogs                                                 | Morton Stockard              |                   |
| 1997-1999 | Veroničiny svůdnosti                                      | Bryce Anderson               | 9 epizod          |
| 1998      | Divorce: A Contemporary Western                           | Tony                         |                   |
| 1998      | Osmnáctý anděl                                            | Hugh Stanton                 |                   |
| 1998      | Špinavá práce                                             | Travis Cole                  |                   |
| 1998      | SLC Punk!                                                 | Stevův otec                  |                   |
| 1998      | Fakulta                                                   | Frank Connor                 |                   |
| 1999      | Zítra se žením                                            | Ash Gray                     |                   |
| 1999      | Železný obr                                               | Kent Mansley                 | dabing            |
| 1999      | Gideon                                                    | Alan Longhurst               |                   |
| 1999-2002 | Rodinné právo                                             | Rex Weller                   | 68 epizod         |
| 2000      | Kouzelníci                                                | Jake                         |                   |
| 2000      | Život hvězdy                                              | Brad Bradburn                |                   |
| 2000      | Nebezpečný kód                                            | Mitch Gibson                 |                   |
| 2000      | Lebky                                                     | Martin Lombard               |                   |
| 2000      | Sestřička Betty                                           | Duane Cooley                 |                   |
| 2000      | Requiem za sen                                            | Tappy Tibbons                |                   |
| 2000      | Dokonalá bouře                                            | Todd Gross                   |                   |
| 2000      | Batman budoucnosti                                        | Clark Kent / Superman        | 2 epizody, dabing |
| 2001      | The Theory of the Leisure Class                           | Buddy Barnett                |                   |
| 2001      | 61*                                                       | Mel Allen                    |                   |
| 2001      | Muž, který nebyl                                          | prodavač                     |                   |
| 2002      | Speakeasy                                                 | Dr. Addams                   |                   |
| 2002      | Spy Kids 2: Ostrov ztracených snů                         | prezident USA                |                   |
| 2002      | Děti na oslavě svých narozenin                            | Speedy Thorne                |                   |
| 2002      | Zóna soumraku                                             | Rick                         | 1 epizoda         |
| 2003      | Skřípění                                                  | pan Rivers                   |                   |
| 2003      | Beze stopy                                                | Bob Carrol                   | 1 epizoda         |
| 2004      | Justice League Unlimited                                  | Jor-El                       | dabing            |
| 2004      | North Shore                                               | Walter Booth                 | 6 epizod          |
| 2004      | Peter Gabriel: Play                                       | Barry Williams               |                   |
| 2004-2006 | Cracking Up                                               | Ted Shackleton               | 7 epizod          |
| 2004-2007 | Kim Possible                                              | Hego                         | 3 epizody, dabing |
| 2005      | New Car Smell                                             | Mac                          |                   |
| 2005      | Fat Actress                                               | Jimmy, bratr Kirstie         | 1 epizoda         |
| 2005      | The L.A. Riot Spectacular                                 | Koon                         |                   |
| 2005      | Zlomené květiny                                           | Ron                          |                   |
| 2005      | Co je šeptem...                                           | Roger McManus                |                   |
| 2006      | Zákon a pořádek: Zločinné úmysly                          | Declan Pace                  | 1 epizoda         |
| 2006      | You've Reached the Elliotts                               | Phil                         |                   |
| 2006      | Dvojčata                                                  | Terry                        | 1 epizoda         |
| 2006      | Veselý prachy                                             | Vic                          |                   |
| 2006      | Las Vegas: Kasino                                         | únosce Chips                 | 2 epizody         |
| 2006      | Prci, prci, prcičky: Nahá míle                            | pan Stifler                  |                   |
| 2007      | Mistři Hazzardu: Jak to začalo                            | Jefferson Davis 'Boss' Hogg  |                   |
| 2007      | Medium                                                    | Gregory King                 | 1 epizoda         |
| 2007      | Rodina Sopranů                                            | Eddie Dunne                  | 1 epizoda         |
| 2007      | Jako zamlada                                              | Marty Schumacher             |                   |
| 2007      | The Bronx Is Burning                                      | Joe DiMaggio                 | 2 epizody         |
| 2007      | My Sexiest Year                                           | dospělý Jake                 |                   |
| 2007      | Probuzení                                                 | Dr. Larry Lupin              |                   |
| 2007      | Prci, prci, prcičky: Spolek Beta                          | pan Stifler                  |                   |
| 2008      | Ženy v balíku                                             | Bryce Arbogast               |                   |
| 2008      | Summerhood                                                | asistent                     |                   |
| 2008      | Suprhrdina                                                | Lou Landers                  |                   |
| 2008      | Player 5150                                               | Tony                         |                   |
| 2008      | Agentura Jasno                                            | Paul Haversham               | 1 epizoda         |
| 2008      | Fanoušci                                                  | Big Chuck                    |                   |
| 2008      | My Boys                                                   | George Newman                | 2 epizody         |
| 2008      | Domácí mazlíček                                           | Dean Simmons                 |                   |
| 2008      | Bláznivá střela - Amerika v ohrožení                      | vedoucí laboratoře           |                   |
| 2009      | Právo a pořádek                                           | John Jay McIntyre            | 1 epizoda         |
| 2009      | Reunion                                                   | Eamon                        |                   |
| 2009      | Deep in the Valley                                        | Diamond Jim                  |                   |
| 2009      | Splinterheads                                             | Bruce Mancuso                |                   |
| 2009      | Vražedná čísla                                            | Frank Thompson               | 1 epizoda         |
| 2009      | Spooner                                                   | Dennis Spooner               |                   |
| 2009-2010 | SGU Stargate Universe                                     | Alan Armstrong               | 3 epizody         |
| 2010      | Barry Munday                                              | Dr. Preston Edwards          |                   |
| 2010      | Black Widow                                               | Steve                        |                   |
| 2010      | Refuge                                                    | Jack Phillips                |                   |
| 2010      | The Best and the Brightest                                | hráč                         |                   |
| 2010-2012 | Ben 10: Ultimate Alien                                    | kapitán Nemesis/Carl Nesmith | 2 epizody, dabing |
| 2010-2012 | Boardwalk Empire                                          | Harry Daugherty              | 7 epizod          |
| 2011      | Cat Run                                                   | Bill Krebb                   |                   |
| 2011      | Balls to the Wall                                         | pan Matthews                 |                   |
| 2011      | Lemonade Mouth                                            | ředitel Brenigan             |                   |
| 2011      | Zákon a pořádek: Zločinné úmysly                          | Evan Korman                  | 1 epizoda         |
| 2011      | Brooklyn Brothers Beat the Best                           | Jack                         |                   |
| 2011      | Adventures of Serial Buddies                              | otec Christopher             |                   |
| 2011-2012 | Harry's Law                                               | Tommy Jefferson              | 32 epizod         |
| 2011-2012 | CollegeHumor Originals                                    | Tim                          | 2 epizody         |
| 2012      | Grassroots                                                | Jim Tripp                    |                   |
| 2012      | The Collection                                            | pan Peters                   |                   |
| 2012      | Not Fade Away                                             | Jack Dietz                   |                   |
| 2012-2013 | Happy Endings                                             | pan Kerkovich                | 2 epizody         |
| 2013      | Being American                                            | Mark                         |                   |
| 2013      | Tělo jako důkaz                                           | Gerry Roberts                | 1 epizoda         |
| 2013      | Pretty Perfect                                            | Max                          |                   |